# Guillaume Poncelet

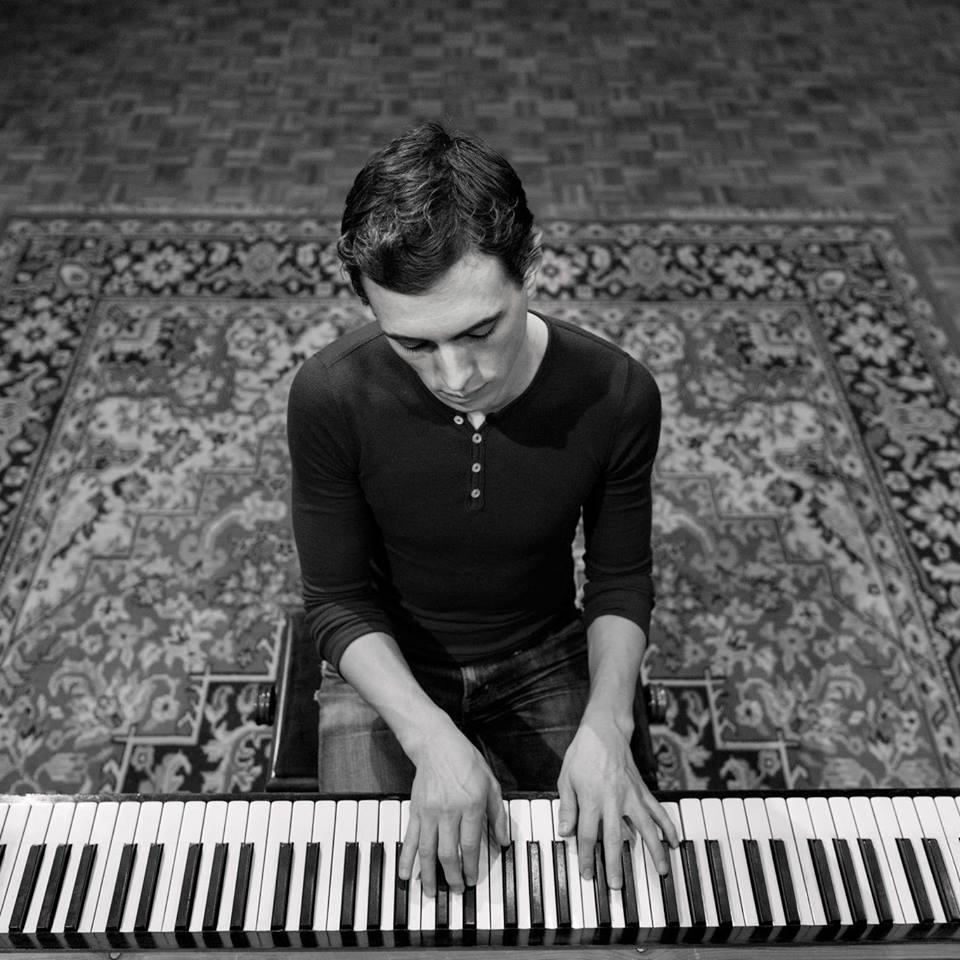
Guillaume Poncelet (2013)

Guillaume Poncelet (* 1978 in Grenoble) ist ein französischer Jazzmusiker (Trompete, Piano, Komposition) und Musikproduzent, der auch zur Hip-Hop-Band Hocus Pocus gehörte und in den letzten Jahren als Pianist im Bereich der Neoklassik eine Solokarriere machte.

## Leben und Wirken
Poncelet wuchs in Grenoble als Sohn eines Dramaturgen und einer Amateurpianistin auf. Seit dem Alter von acht Jahren besuchte er das regionale Musikkonservatorium von Grenoble, wo er neun Jahre lang Unterricht auf der Trompete erhielt. Auf dem Klavier ist er Autodidakt. Anschließend besuchte er vier Jahre lang die Jazzabteilung der École Nationale de Musique in Chambéry unter der Leitung von Pierre Drevet, bei dem er Trompete, Jazzharmonik und Arrangement studierte. Mit 21 Jahren wurde er am Pariser Konservatorium aufgenommen, das er aber verließ, weil es ihm zu akademisch war.
Jef Gilson holte Poncelet als Trompeter in sein Jazztet (Les Touches Noires 1997), um dann mit Fred Kazak, Arco Iris und der Rai-Band Choubène zu arbeiten. Mit noJazz, wo er an die Stelle von Nicolas Folmer trat, tourte er in Nordamerika, wo er dabei auch Künstlern wie Stevie Wonder und Maurice White begegnete, und nahm drei Alben auf, für die er auch komponierte und arrangierte.
2004 gründete Poncelet mit Julien Birot und Robin Notte die Gruppe Wise, die ihr erstes Album bei Naïve Jazz herausbrachte. Daneben war er als Trompeter, Keyboarder und Arrangeur an den beiden ersten Alben von Electro Deluxe beteiligt und begann als Musikproduzent zu arbeiten. 2006 lernte er Michel Jonasz kennen, für den er die Alben Chanson française und Les Hommes Sont Toujours des Enfants arrangierte und produzierte; bis 2013 begleitete er ihn auf der Bühne als musikalischer Leiter, Trompeter und Pianist. Als Sessionmusiker wirkte er zudem für MC Solaar und Sixun (Palabre). 2009 holte ihn Daniel Yvinec in seine Ausgabe des Orchestre National de Jazz, wo er sowohl als Keyboarder als auch Trompeter tätig und an der Aufnahme von zwei Alben beteiligt war. Für die Band Hocus Pocus schrieb er Hip-Hop-Titel wie 100 grammes de peur.
Daneben produzierte Poncelet Ben l’Oncle Soul gleichnamiges Album. Für das Label M6 Music realisierte er auch Daves Album Blue Eyed Soul. Gaël Faye unterstützte er bei dem Duo Milk Coffee and Sugar, um dann sein Soloalbum Pili Pili sur un Croissant au Beurre für das Label Motown France zu produzieren, dem weitere Albenproduktionen Fayes folgten. Auch produzierte er mehrere Alben von Ben Mazué. Daneben war er 2013 mit Ayọ auf Tournee und 2015 mit der Sängerin Zaz unterwegs, 2017 mit Gaël Faye.
2017 nahm Poncelet im Studio Davout in Paris mit Unterstützung von Gaël Faye, Thomas Azier, Ben Mazué, Malvina Meinier, Christophe Panzani, Renaud Gensane und dem Ensemble Contraste Live aux Studios Davout auf. 2018 folgte sein Neoklassik-Album 88, das er seit 2014 vorbereitet hatte. 2023 legte er sein Album Durango vor, das er im Konzert auf arte präsentierte. Seine EP Haven stellte er beim Montreux Jazz Festival vor.